# Dialankine (Bona)
Ne doit pas être confondu avec Dialankine (Oulampane).
Dialankine est un village du Sénégal, située en Basse-Casamance. Il fait partie de la communauté rurale de Bona, dans l'arrondissement de Bona, le département de Bounkiling et la région de Sédhiou.
Lors du dernier recensement (2002), la localité comptait 89 habitants et 8 ménages.